# Zjovkva
Zjovkva (ukrainsk: Жовква, tr. Zjovkva; russisk: Жо́лква, tr. Zjolkva; polsk: Żółkiew; jiddisch: ז'ובקבה, tr. Zjolkva) er en by i Lviv oblast i det vestlige Ukraine, nord for Lviv.

## Historie
Før 2. verdenskrig var Zjovkva en polsk by hvor der boede 5.000 jøder. Zjovkva blev voldsomt udsat for tyskernes holocaust hvor synagogen blev ødelagt, og efter krigen var der kun 50 jøder tilbage i byen. I dag er der omkring 13.500 indbyggere i Zjovkva, hvilket er færre end der var før krigen [kilde mangler].
Zjovkva har været hjemby for bl.a. forfatteren Clara Kramer